# KF 2 Korriku
KF 2 Korriku (albanisch kurz für Klubi Futbollistik 2 Korriku Prishtinë) ist ein kosovarischer Fußballverein aus der Stadt Pristina. Der Verein spielte bis zur Saison 2008/09 in der höchsten Liga des Kosovo, der damaligen Raiffeisen Superliga. Da sie nur den 14. Platz erreichten, spielen sie seit der Saison 2009/10 in der Liga e Parë.

## Spieler
- Etrit Berisha (2004–2008) Jugend
- Ardian Ismajli (2010–2015) Jugend